# Milan Šević
Milan Šević (Skoplje, 18. avgust 1939 — Beograd, 23. avgust 2020) bio je srpski organizator kulturno-umetničkih delatnosti, urednik zabavnog programa Doma omladine, idejni tvorac Beogradskog džez festivala i direktor Beogradske estrade.

## Biografija
Milan je završio Fakultet dramskih umetnosti u Beogradu i stekao zvanje diplomirani organizator scenskih i kulturno – umetničkih delatnosti. Punih 12 godina (od 1964. do 1976) je radio u Domu omladine Beograda, na poslovima organizovanja kulturno – umetničkih sadržaja. Idejni je tvorac velikog broja zabavnih i obrazovnih programa za mlade. Njegovom zaslugom Dom omladine Beograda postaje glavno stecište mladih u glavnom gradu.
U prvo vreme u Domu Omladine organizovao je igranke svake večeri. Dovodio je najpoznatije jugoslovenske ansamble, da sviraju u sali za ples. Mada vlast nije blagonaklono gledala na to, interesovanje mladih je bilo ogromno pa su uvedene i matine igranke. Tako je zaslugom Milana Ševića roken rol polako sticao svoje mesto u kulturnom miljeu Beograda. U vreme kada je Milan Šević bio okosnica svih programa Doma Omladine, u Beogradu su već uspešno radili Beogradska opera, filharmonija, balet, ... Džez je bio nepoznanica za glavni grad, a na inicijativu Milana Ševića Dom Omladine otvara vrata domaćim džez muzičarima. Sledi serija koncerata na kojima su po prvi put svoje sviračko umeće beogradskoj publici pokazali Duško Gojković, Bora Roković, Mile Pavlović i mnogi drugi vrhunski džez muzičari. Ponekad, pomalo stidljivo, našim izvođačima su se pridruživali i gosti iz inostranstva (od 1966. do 1969). Ohrabren iznenađujuće velikim interesovanjem publike za nastupe džez muzičara, Milan Šević zajedno sa Aleksandrom Živkovićem novinarom Tanjuga, dolazi na ideju o osnivanju prvog džez festivala koji je i održan (uz ogroman trud i napor) 1970. godine, u velikoj dvorani Doma Sindikata. Festival je trajao četiri dana, a organizator Milan Šević uspeo je da na otvaranje u Beograd dovede svetski najpoznatiji big bend, Djuka Elingtona.
Koncerti u Domu sindikata i džem sejšni u Domu Omladine, bili su za ono vreme, revolucionarni pomak u kulturnoj afirmaciji Beograda, kod nas i u svetu. Milan Šević je nastavio da dovodi najpoznatija svetska imena džeza u Beograd, ali i u Ljubljanu, Zagreb, Sarajevo, Skoplje.
Beogradskom džez festivalu (koji je postao tradicija i brend Beograda) zaslugom Milana Ševića učestvovali su: Ela Fidžerald, Sara Von, Dizi Gilespi, Majls Dejvis, Čikorija, Herbi Henkok, Art Blek, Fred Marti, Rej Čarls, Kaunt Bejzi, Lajon Hempton, Čarls Mingus, Luj Armstrong, ... Ne postoji ni jedno poznato svetsko ime džeza koje nije učestvovalo na Beogradskom džez festivalu zajedno sa vrhunskim domaćim sviračima. O značaju ovog festivala za kulturu naše zemlje izlišno je govoriti, a zasluge Milana Ševića za njegovo nastajanje i održavanje, su nesporne.
Organizatorske sposobnosti, poznanstva u svetu, i ogromni entuzijazam Milana Ševića, rezultovale su dovođenjem u Beograd i najpoznatijih svetskih rok grupa. Za ono vreme bilo je nezamislivo da u Beogradu nastupaju Dip Parpl, Karlos Santana, Ajk i Tina Tarner. Ove koncerte prenosila je i Televizija i Radio Beograd, pa je mogla da ih vidi i čuje publika širom Jugoslavije.
Milan Šević (od 1976. do 1979) radi na Beogradskom sajmu kao urednik posebnih programa. U saradnji sa Petrom J. Vasićem osmišljava i realizuje međunarodne sajmove kulture, umetnosti i žurnalizma. Milan Šević je idejni organizator čuvenih „Zimskih čarolija“ na Beogradskom sajmu.
Od aprila 1979. godine, Milan Šević radi kao direktor i glavni i odgovorni urednik Beogradske estrade. To je podrazumevalo organizovanje standardnih estradnih formi uz učešće najpoznatijih pevača zabavne i narodne muzike. Ali Milan Šević uvodi i potpuno nove programe. Tako najpoznatije predstave beogradskih pozorišta može da vidi publika u svim većim gradovima tadašnje Jugoslavije. Na tim gostovanjima učestvovala su najpoznatija imena srpskog glumišta: Mira Stupica, Ljuba Tadić, Zoran Radmilović, Bata Stojković, Miodrag Petrović Čkalja, Mija Aleksić i drugi. U Beogradu, Milan Šević organizuje prve solističke koncerte Arsena Dedića, Tereze Kesovije i Dragana Stojnića. Tradicionalne osmomartovske koncerte Dragana Stojnića priređivao je više od dvadeset godina na kojima je recitovao bisere svetske i domaće poezije kao što su „Barbara“, „Trg cveća“, „Ako možeš“, „Keruša“, „Drugarska pesma“ odzvanjale su u prepunim dvoranama širom sveta. Obišao je ceo svet a zadržao se u svom narodu, koga osvaja i dalje svojim baritonom.
Istovremeno „Beogradska estrada“ i „Turistički savez“ pod rukovodstvom Milana Ševića organizuje na Kalemegdanu u galeriji fresaka, koncerte duhovne muzike i promenadne koncerte. Beogradska estrada je inicirala i organizovala gostovanja naših najpoznatijih umetnika u inostranstvu. Naši ljudi na svih pet kontinenata bili su u prilici da vide i čuju sve ono najbolje što je u kulturi, tada, naša zemlja imala. Milan Šević je ta gostovanja organizovao i naslovio ih „Pozdrav iz domovine“. Poseban kuriozitet bilo je učešće naše zemlje na prvom umetničkom festivalu u Južnoj Africi u Johanezburgu 1988. godine. To je bila prva grupa naših ljudi koja je tamo boravila uz posebno odobrenje naših vlasti jer u to vreme Jugoslavija nije imala diplomatske odnose sa Južnoafričkom Republikom (zbog Aparthejda).
Zbog velikog ugleda Milana Ševića kod naših iseljenika, on je 1994. godine izabran za predsednika Matice iseljenika Beograda. Tu dužnost obavljao je volonterski do 2002. godine. Matica je bila prva nevladina organizacija koja se bavila društveno kulturnim radom namenjenim našim iseljenicima u svetu. Milan Šević i Matica iseljenika osniva i prvi klub Beograđana u Njujorku. Na taj način organizovano je gostovanje poznatog operskog pevača Živana Saramandića u čuvenom Karnegi Holu i prvo gostovanje naših umetnika u Australiji u Sidnejskoj Operi Haus. I mnoga, mnoga druga gostovanja.
Milan Šević u Rumuniji u Temišvaru i Aradu organizuje seriju koncerata čiji je prihod bio namenjen „Srpskoj gimnaziji“ u Temišvaru. Matica iseljenika Beograda prikupila je i veliku pomoć koju su darivali naši iseljenici, deci, u našoj zemlji. U svom dugom i veoma uspešnom radnom veku Milan Šević je bio i predsednik koordinacionog odbora koncertnih agencija Srbije, potpredsednik „SIZ Skadarlija“ i član izvršnog odbora Matice Srba i iseljenika iz Srbije.
Za svoj rad Milan Šević je više puta nagrađivan a dodeljen mu je i orden rada sa zlatnim vencem 1986. godine. U penziji je od 1995. godine. To je samo deo izuzetno važnih poslova koje je obavljao Milan Šević. Neosporno je da je on u vrhu kulturnih poslanika koji su svojim radom izuzetno doprineli afirmaciji i razvoju kulture kod nas i podizanju ugleda naše zemlje u celom svetu.
Preminuo je posle kraće bolesti.

## Spoljašnje veze
- Zvanični veb-sajt
- Milan Šević diskografija na Discogs